# Wallersdorf (Ansbach)

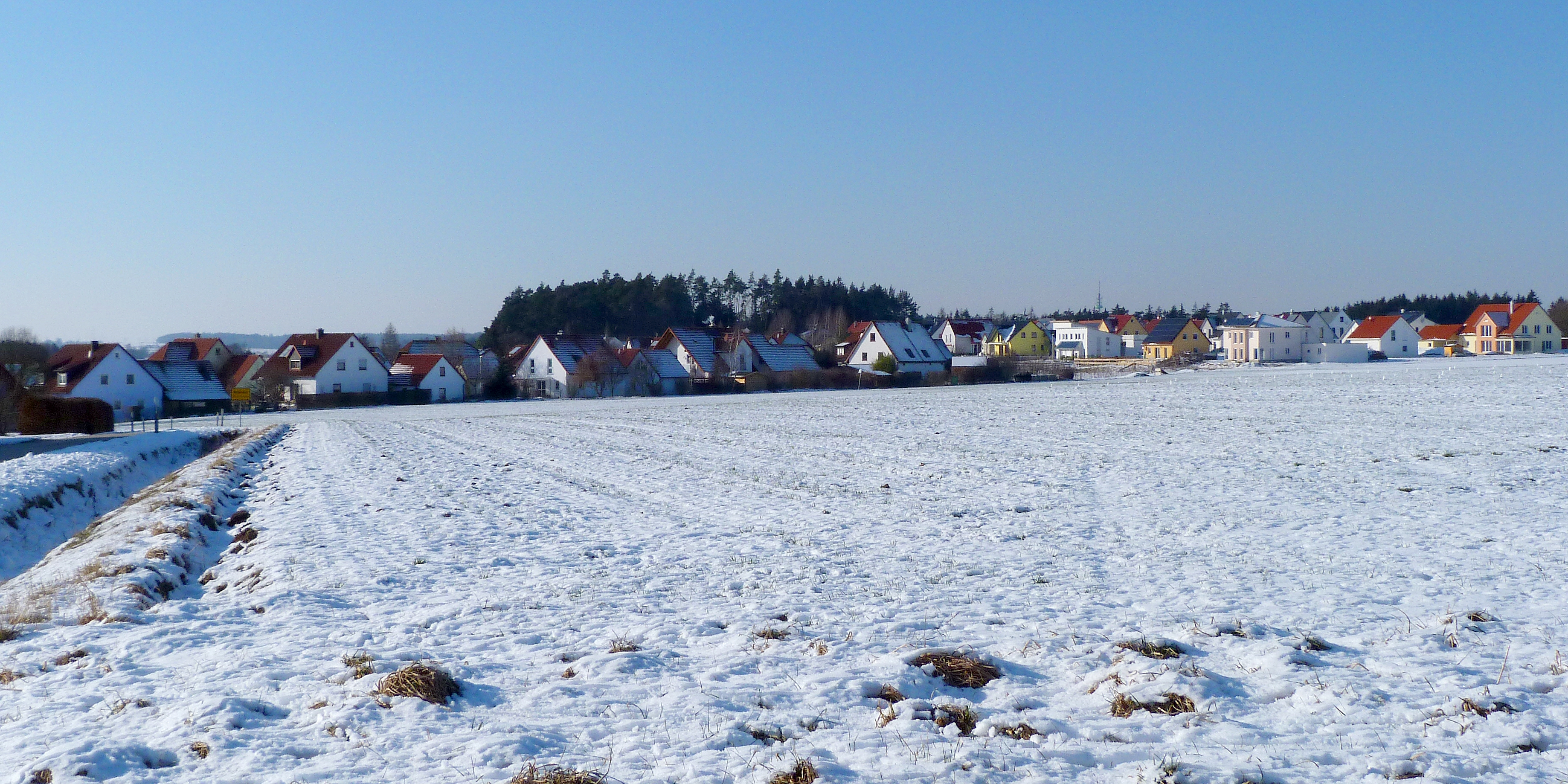
Neubaugebiet

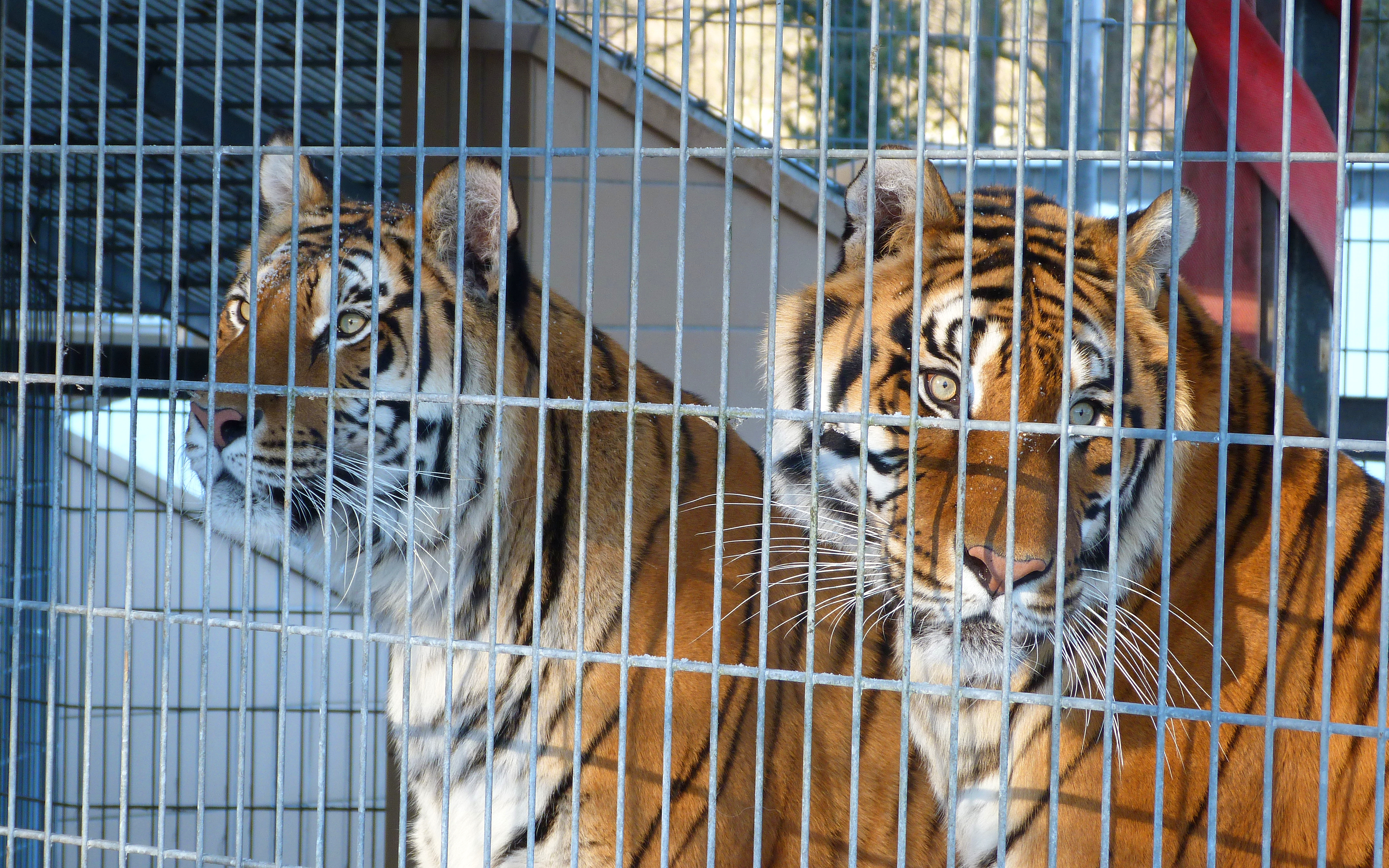
Raubkatzenasyl

Wallersdorf (fränkisch: Wallaschdorf) ist ein Gemeindeteil der kreisfreien Stadt Ansbach (Mittelfranken, Bayern). Wallersdorf liegt in der Gemarkung Brodswinden.

## Geografie
Durch das Dorf fließt der Silberbach, der Brodswindener Bach mündet dort als rechter Zufluss in den Meinhardswindener Graben. Im Norden liegt der Lehmberg, im Osten das Weiherfeld und im Süden das Göttelhoffeld. Gemeindeverbindungsstraßen führen nach Höfstetten (1 km westlich), an der Brodswindener Mühle vorbei nach Brodswinden (1 km südlich), nach Ratzenwinden (2,2 km östlich) und nach Steinbach (2,1 km nordöstlich).

## Geschichte
Der Ort wurde im Jahr 1254 als „Wahlhestorf“ erstmals urkundlich erwähnt. Das Bestimmungswort des Ortsnamens ist der Personenname Walh, der sich von dem Volksnamen Walhos, der germanischen Bezeichnung für die Kelten, ableitet. Im übertragenen Sinne wurden damit auch Personen bezeichnet, die fremdländisch aussahen. Eine Person dieses Namens ist als Gründer der Siedlung anzunehmen.
Gegen Ende des 18. Jahrhunderts bildete Wallersdorf mit der Hammerschmiede und der Silbermühle eine Realgemeinde bestehend aus 14 Anwesen und einem Gemeindehirtenhaus. Das Hochgericht übte das brandenburg-ansbachische Hofkastenamt Ansbach aus. Die Dorf- und Gemeindeherrschaft hatte das Stiftsamt Ansbach inne. Grundherren waren das Fürstentum Ansbach (Hofkastenamt Ansbach: eines, Stiftsamt Ansbach: 2 Höfe, 1 Halbhof, 2 Güter, 2 Mühlen, 1 Handrossgut mit Haus, 1 Leerhaus, 1 Ziegelhütte; Ansbacher Rat: 1 Gut), das Stadtvogteiamt Eschenbach des Deutschen Ordens (1 Mühle) und der Nürnberger Eigenherr von Haller (1 Hof). Es gab zu dieser Zeit 12 Untertansfamilien, von denen 11 ansbachisch waren. Von 1797 bis 1808 unterstand der Ort dem Justiz- und Kammeramt Ansbach.
Im Rahmen des Gemeindeedikts wurde Wallersdorf dem 1808 gebildeten Steuerdistrikt Brodswinden und der 1811 gegründeten Ruralgemeinde Brodswinden zugeordnet.  Diese wurde am 1. Juli 1972 im Zuge der Gebietsreform in Bayern in die Stadt Ansbach eingegliedert.

### Baudenkmal
- Ehemalige Hammerschmiede[13]

### Einwohnerentwicklung
| Jahr      | 001818 | 001840 | 001861 | 001871 | 001885 | 001900 | 001925 | 001950 | 001961 | 001970 | 001987 |
| Einwohner | 77     | 83     | *101   | 78     | 90     | 93     | 87     | 150    | 112    | 187    | †233   |
| Häuser    | 14     | 14     |        |        | 16     | 17     | 15     | 24     | 24     |        | †58    |
| Quelle    | [ 15 ] | [ 16 ] | [ 17 ] | [ 18 ] | [ 19 ] | [ 20 ] | [ 21 ] | [ 22 ] | [ 23 ] | [ 24 ] | [ 1 ]  |

## Religion
Der Ort ist seit der Reformation evangelisch-lutherisch geprägt und bis heute nach St. Bartholomäus (Brodswinden) gepfarrt. Die Einwohner römisch-katholischer Konfession sind nach St. Ludwig (Ansbach) gepfarrt.